# Bernhard Jakschtat
Bernhard Jakschtat (* 23. September 1896 in Hamburg-Eppendorf; † 3. Mai 1965 in Hamburg) war ein deutscher Volks-, Opern- und Operettensänger (Bariton) sowie Hörspielsprecher und Rundfunkkünstler.

## Leben
Sein Vater übte den Beruf eines Maurerpoliers aus. Jakschtat arbeitete zunächst als Telegrafenbote bei der Post. Erste Erfolge hatte er mit Auftritten bei der Liedertafel der Hamburgischen Post- und Telegrafenbeamten.
Als am 2. Mai 1924 die Nordische Rundfunk AG „Norag“ zu senden anfing, begann auch sein Aufstieg als Sänger bei volkstümlichen Unterhaltungssendungen. Dort riet man ihm nach einem Vorsingen dazu, seine Stimme ausbilden zu lassen. Er absolvierte daraufhin ein Gesangsstudium im Stimmfach Bariton in Hamburg und Berlin. Danach wurde er bald festes Mitglied des künstlerischen Personals der Station. Vor dem Norag-Mikrophon sang er alles, was verlangt wurde: Opern- und Operettenmelodien, Balladen von Carl Loewe, Lieder von Schubert und Brahms, Volkslieder und Shanties. Zu manchem lokalpatriotischem Liede in Jakschtats Repertoire hatte der Schriftsteller Walter Rothenburg, der auch mit dem Hamburger Volkssänger Charly Wittong zusammenarbeitete, den Text geschrieben. Mit Seemannsliedern von der Alster und der Elbe schließlich wurde Jakschtat zum populären Sänger des Hamburger Hafenkonzerts, bei dem er von 1929 bis 1964 mitwirkte. In diesem Jahr konnte er sein 40-jähriges Jubiläum als Sänger feiern.

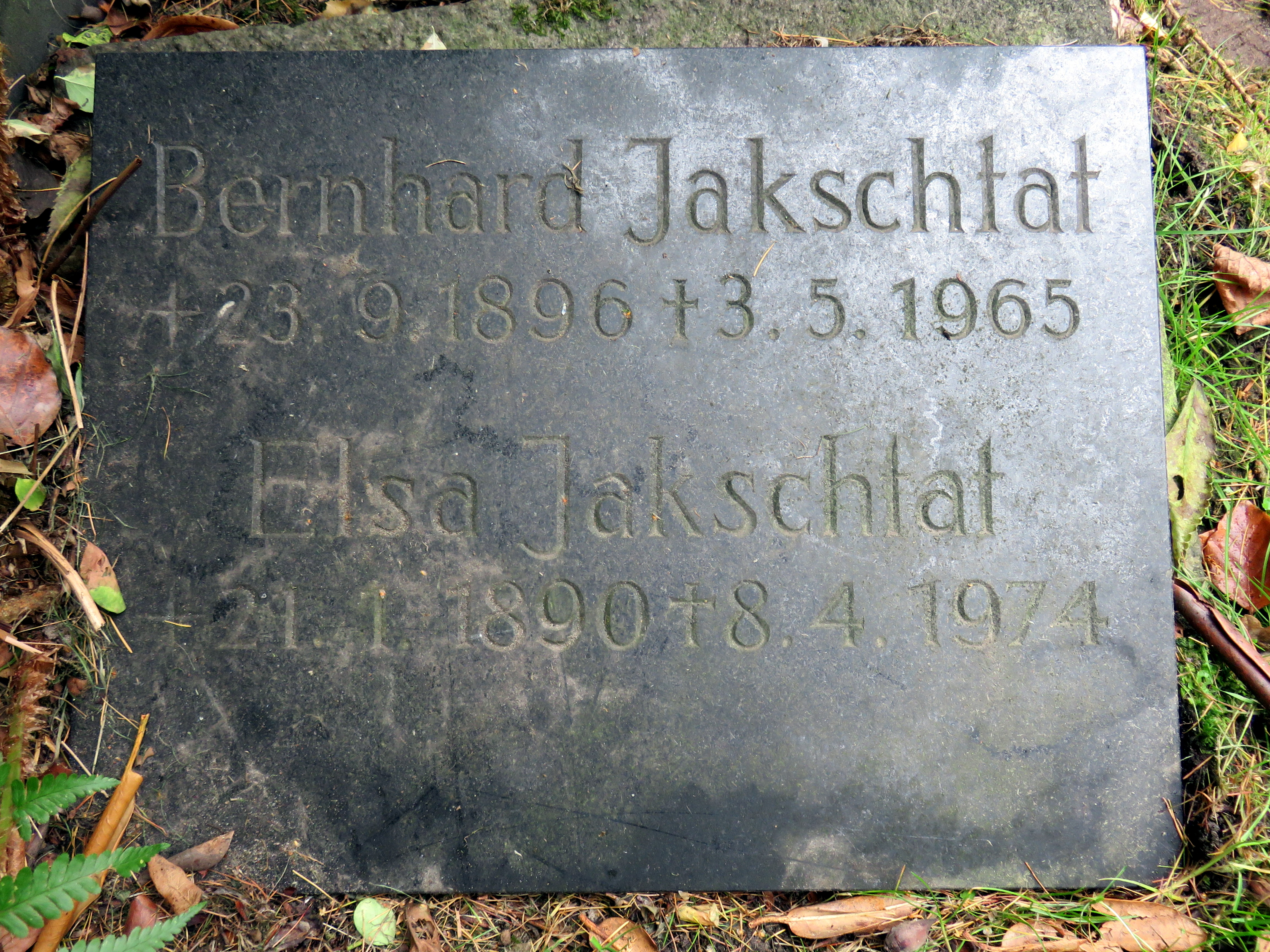
Grab Bernhard Jakschtat auf dem Friedhof Ohlsdorf

Jakschtat besang vor und auch noch nach dem Zweiten Weltkrieg Schallplatten der Firmen Grammophon, Lindström (Plattenlabels Gloria / Odeon) und Philips. Durch mehrere Tourneen wurde er über seine hamburgische Heimat hinaus bekannt.
In dem Spielfilm Zwei Bayern in St. Pauli wirkte er 1956 an der Seite von Beppo Brem, Joe Stöckl und Michl Lang als Darsteller eines Gastwirts mit.
Sein Grab befindet sich auf dem Friedhof Ohlsdorf in Hamburg (E 16, Nr. 264–266).

## Werke
- An de Alster, an de Elbe, an de Bill (Franz Strassmann, Text von Walter Rothenburg); Gloria G.O.27 003 (Bi 2144)
- Mein Sankt Pauli ich hab dich lieb (Arthur Steinke, Text: Walter Rothenburg); Gloria G.O.27 398 (Bi 2785)
- Hamborger Fährjong „Fohr mi mol röver“, Couplet in niederdeutscher Mundart (E. Walden, Text: W. Rothenburg); Gloria G.O.27 397 (Bi 2786)
- La Paloma (Sebastián de Yradier, Text: Heinrich Rupp); Grammophon 47 452 (8502 GD)
- Wo de Nordseewellen trecken an’n Strand (Friesenlied) (Simon Krannig, Text: Martha Müller-Grählert); Grammophon 47 436 (8504  ½  GD-9)
- Wenn das Schifferklavier an Bord ertönt (Just Scheu); Grammophon 47 652 (9397  ½  GD-9)
- Mit vollen Segeln (H. Freese, Text: S. O. Wagner) m. Chor u. d. Hanseaten-Blasorchester, Ltg.: Hans Freese; Philips PH 4048 (HA 3062)
- Wo Matrosen sind (Fr. Funk, Text: F. J. Breuer) m. Chor u. d. Hanseaten-Blasorchester, Ltg.: Hans Freese; Philips PH 4048 (HA 3064)
- Hafenmelodie B.J. singt als Gastsänger acht Seemannslieder; SOMERSET 603 Stereo  (kurz nach der Fertigstellung der Aufnahmen verstarb Jakschtat)

## Hörspiele
- 1924: Hector Crémieux: Orpheus in der Unterwelt – Regie: Nicht angegeben
- 1924: Daniel-François Aubers: Fra Diavolo. Eine Opernparodie – Regie: Nicht angegeben (2 Live-Ausstrahlungen)
- 1925: Heinrich Behnken: De erste Gast – Regie: Nicht angegeben
- 1925: Wilhelm Friedrich Wroost: Wrack – Regie: Nicht angegeben
- 1925: Hans Hansen: Die Mainacht auf der Alster – Regie: Hans Bodenstedt (Das erste Freiluftsendespiel der Welt. In: Die Norag. 2. Jahrgang. Heft 22. 29.05.1925. S. 12 f.)
- 1925: Hans Hansen: Fra Diavolo – Regie: Hans Bodenstedt
- 1925: Hans Hansen: Strandfest an der Ostsee. Ein Rundfunkfilm in 12 Bildern und drei Akten von Hans Hansen – Regie: Nicht angegeben
- 1925: Franz und Paul von Schönthan: Der Raub der Sabinerinnen – Regie und Sprecher: Hermann Beyer
- 1925: Wilhelm Meyer-Förster: Alt-Heidelberg – Regie und Sprecher: Hermann Beyer
- 1925: Gustav Freytag: Die Journalisten – Regie: N. N.
- 1925: Henrik Ibsen: Peer Gynt – Komposition: Edvard Grieg; Regie: Hans Bodenstedt; Hermann Beyer
- 1925: Bruno Peyn: Sunte Maria tou'm Schare – Regie: Hans Böttcher
- 1925: Johann Nestroy: Lumpazi Vagabundus – Regie: Ernst Pündter
- 1926: Hans Bodenstedt: Funkheinzelmanns Kindertheater (1. Bild: Die Glockenblumenkönigin) – Regie: Nicht angegeben
- 1926: Hans Bodenstedt: Funkheinzelmanns Kindertheater (5. Bild: Im Schlaraffenland) – Regie: Nicht angegeben
- 1926: Hans Bodenstedt: Funkheinzelmanns Kindertheater (3. Bild: Frau Holle) – Regie: Nicht angegeben
- 1926: N. N.: Hexentanz. Ein Kostümfest im eigenen Heim – Regie: Nicht angegeben
- 1926: Hans Bodenstedt: Funkheinzelmanns Kindertheater (7. Bild: Im Märchenland) – Regie: Nicht angegeben
- 1926: Arthur Schnitzler: Der junge Medardus – Regie und Sprecher: Hermann Beyer
- 1926: Pius Alexander Wolff: Preciosa – Regie: Hermann Beyer (2 Live-Sendungen)
- 1926: Johann Wolfgang von Goethe: Faust. Der Tragödie erster Teil – Regie: Hermann Beyer
- 1926: N. N.: Ruhe, es wird gesendet! (2. Teil) Eine Senderevue – Regie: Nicht angegeben
- 1926: N. N.: Ruhe, es wird gesendet! (7. Teil) Eine Senderevue – Regie: Nicht angegeben
- 1927: Wilfried Wroost: Wrack – Regie und Sprecher: Hans Böttcher
- 1927: Johannes Reborch: Die Bordesholmer Marienklage. Geistliches Schauspiel aus dem Kloster Bordesholm – Regie: Nicht angegeben